# Блуа (округ)
Блуа (фр. Blois) — округ (фр. Arrondissement) во Франции, один из округов в регионе Центр (регион Франции). Департамент округа — Луар и Шер. Супрефектура — Блуа.
Население округа на 2006 год составляло 167 110 человек. Плотность населения составляет 65 чел./км². Площадь округа составляет всего 2565 км².